# Raxruhá
Raxruhá è un comune del Guatemala facente parte del dipartimento di Alta Verapaz. Si costituì come comune autonomo il 20 febbraio 2008 distaccandosi da quello di Chisec.